# ロレート広場

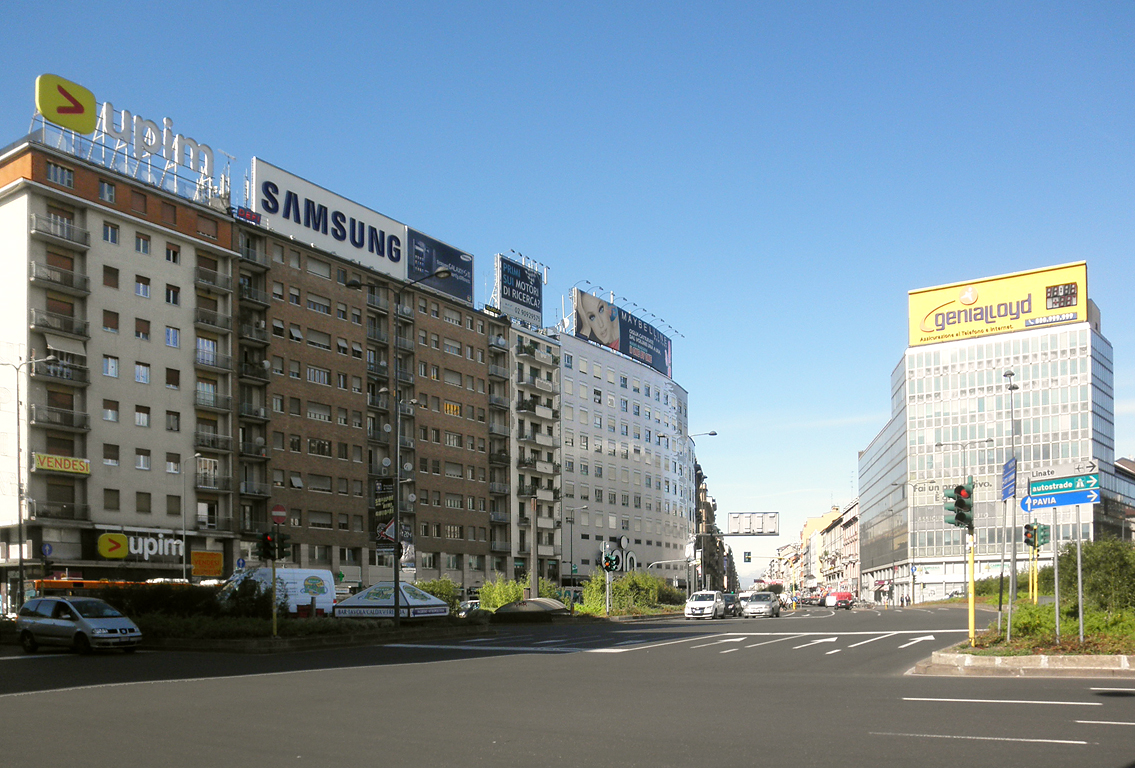
Piazzale Loreto

ロレート広場（Piazzale Loreto）は、ミラノにある広場で、街の道路網において重要な地点となっている。特筆すべきは、2つの悲惨な第二次世界大戦での事件、1944年の一パルチザンと反ファシスト15人のロレート広場での大虐殺と、1945年のベニート・ムッソリーニとクラーラ・ペタッチおよび他の社会共和国の代表者達の遺体の見せしめがあった事である。広場にはミラノ地下鉄の同名の駅がある。
現在の広場付近には、ボッロメーオ家が優勢だった時代にはロレートのマドンナに捧げられた聖域が有り、グレーコとその他付近の住民がしょっちゅう来ていた。その後ここは、聖域が破壊され、そのうちに「ロンド・ディ・ロレート」（Rondò di Loreto）という名前となり、交通の要所としてミラノ市に組み込まれた。そして「ロレート広場」（Piazzale Loreto）と改称され今に至る。2005年5月、ミラノ市文化評議員のステーファノ・ゼッキはこの広場を「コンコルディア広場」と改名する提案を出した。